# Честер (Монтана)
Честер (енгл. Chester) град је у америчкој савезној држави Монтана.

## Демографија
По попису из 2010. године број становника је 847, што је 24 (-2,8%) становника мање него 2000. године.
| Група             | 2000.       | 2010.       |
| Белци             | 860 (98,7%) | 824 (97,3%) |
| Афроамериканци    | 0 (0,0%)    | 2 (0,2%)    |
| Азијати           | 5 (0,6%)    | 2 (0,2%)    |
| Хиспаноамериканци | 0 (0,0%)    | 0 (0,0%)    |
| Укупно            | 871         | 847         |